# Łamańce

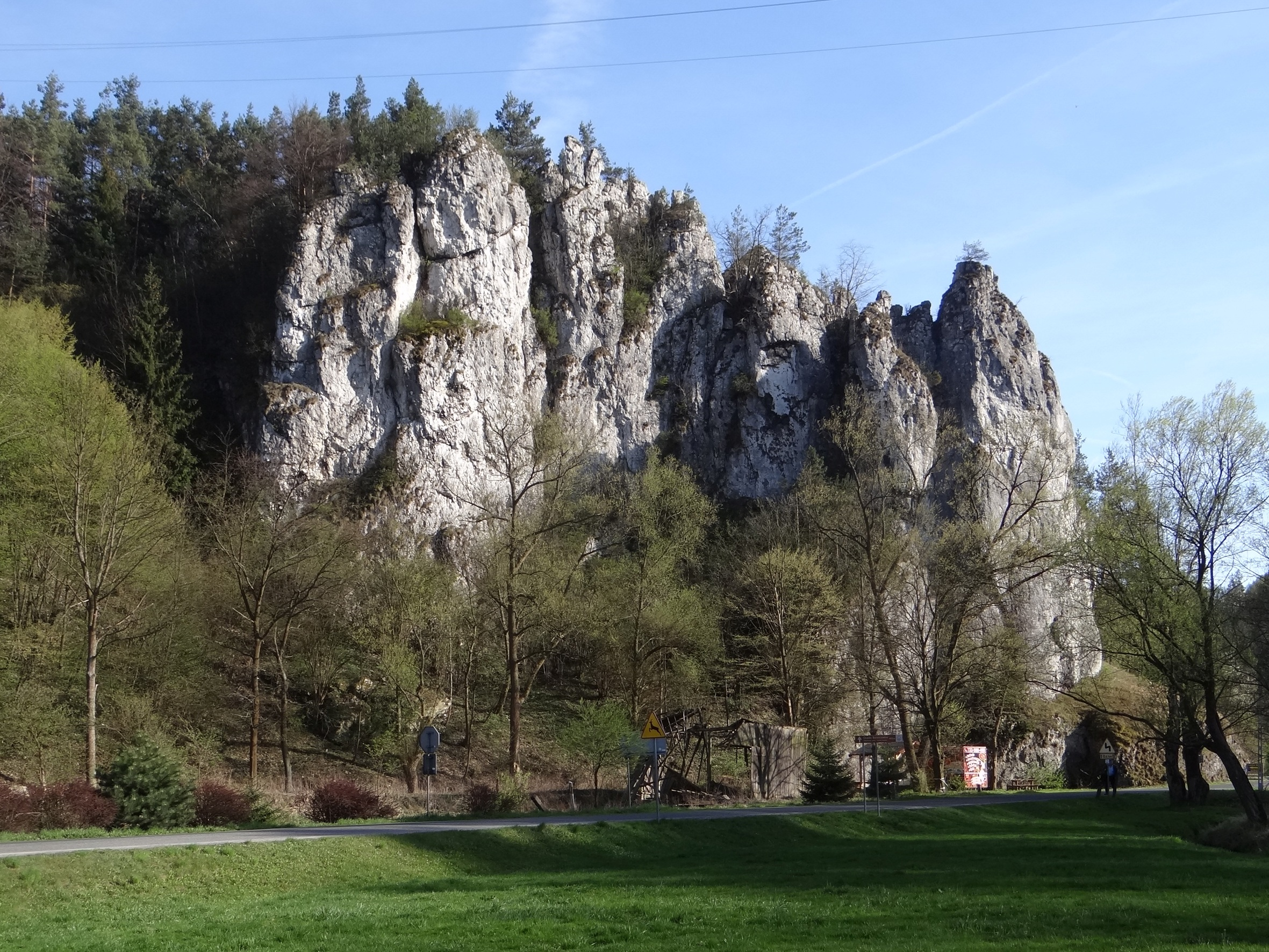
Łamańce

Łamańce – skały na orograficznie lewym zboczu Doliny Prądnika na obszarze Ojcowskiego Parku Narodowego. Znajdują się w miejscowości Skała, w pobliżu skrzyżowania drogi nr 773 z drogą do Ojcowa. Skały zbudowane są  z wapieni skalistych z okresu górnej jury i powstały w wyniku krasowego działania wody oraz nierównej odporności skał wapiennych na wietrzenie. Od strony doliny mają bardzo strome ściany. Na skałach występują cenne przyrodniczo gatunki wapieniolubnych roślin tworzących murawę kserotermiczną oraz rzadki i chroniony prawnie gatunek wisienki stepowej.
W 2004 na skałach tych, podobnie, jak na wielu innych, przeprowadzono zabieg ochrony muraw kserotermicznych, polegający na usunięciu zadrzewień, które wypierają rzadkie gatunki roślin i zwierząt tych muraw i wykoszeniu trawy. Zadrzewienia pojawiły się tutaj przez kilkadziesiąt lat od momentu zaprzestania rolniczego użytkowania tych terenów, które w naturalny sposób poprzez koszenie i wypasanie zapobiegało rozwojowi zadrzewień.

## Szlaki turystyczne
czerwony Szlak Orlich Gniazd, odcinek z Pieskowej Skały Doliną Prądnika do Ojcowa.
 niebieski Szlak Warowni Jurajskich, odcinek od Doliny Prądnika, przez wąwóz Ciasne Skałki do Doliny Będkowskiej